# Great Cornard
Great Cornard är en by och en civil parish i Babergh i Storbritannien. Den ligger i grevskapet Suffolk och riksdelen England, i den sydöstra delen av landet, 80 km nordost om huvudstaden London. Orten har 8 000 invånare (2001).